# Premi e riconoscimenti di Michael Fassbender
Di seguito la lista dei vari premi e riconoscimenti di Michael Fassbender nel corso della sua carriera.

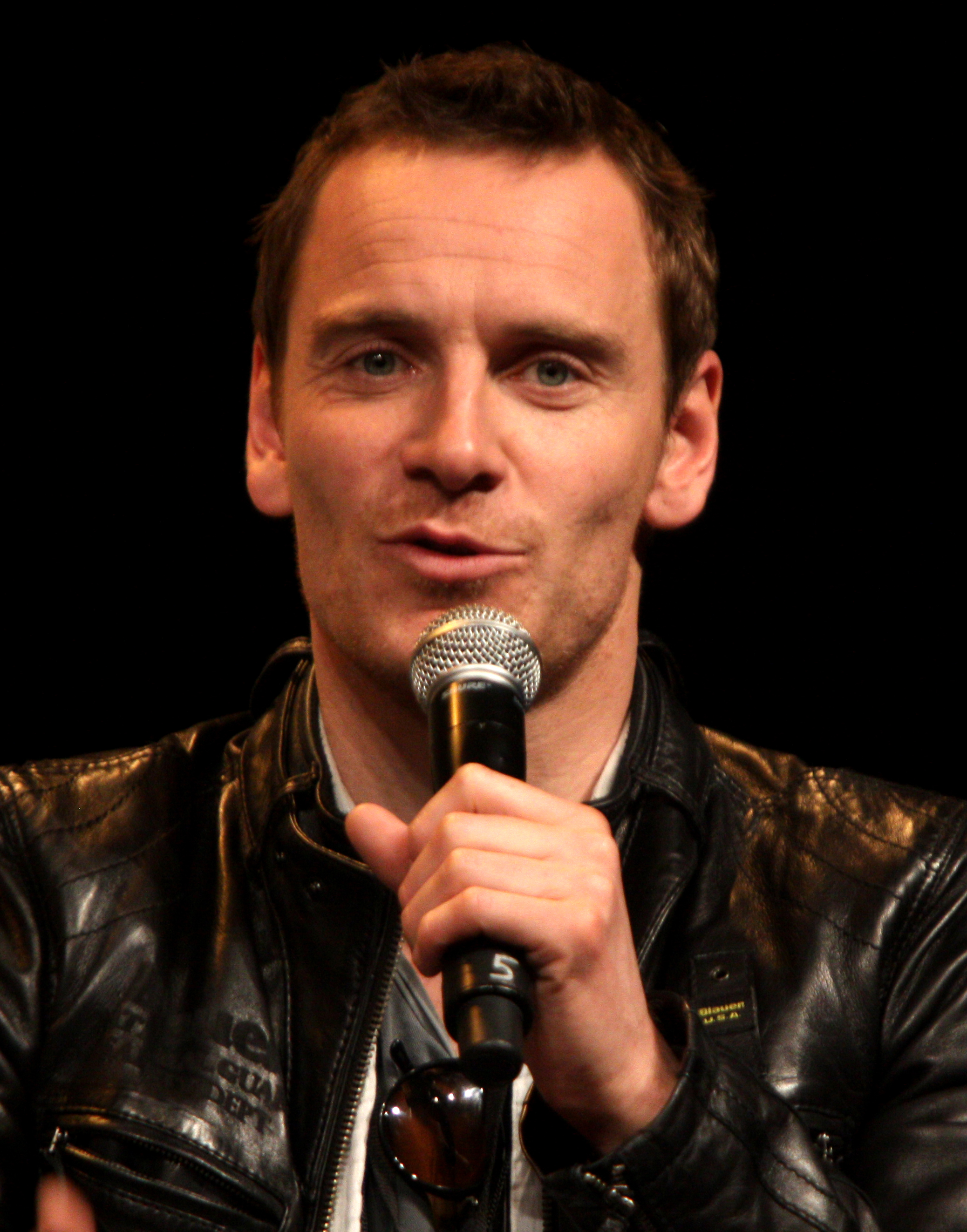
Michael Fassbender nel 2012

## Riconoscimenti

### Principali
- Premi Oscar
  - 2014 – Candidatura al miglior attore non protagonista per 12 anni schiavo[1]
  - 2016 – Candidatura al miglior attore protagonista per Steve Jobs[2]

- Golden Globe
  - 2012 – Candidatura al miglior attore in un film drammatico per Shame[3]
  - 2014 – Candidatura al miglior attore non protagonista per 12 anni schiavo
  - 2016 – Candidatura al miglior attore in un film drammatico per Steve Jobs[4]

- Premi BAFTA
  - 2009 – Candidatura alla miglior stella emergente
  - 2012 – Candidatura al miglior attore protagonista per Shame[5]
  - 2014 – Candidatura al miglior attore non protagonista per 12 anni schiavo
  - 2016 – Candidatura al miglior attore protagonista per Steve Jobs[6]
- Screen Actors Guild Award
  - 2010 – Miglior cast per Bastardi senza gloria
  - 2014 – Candidatura al miglior attore non protagonista per 12 anni schiavo[7]
  - 2014 – Candidatura al membro del miglior cast per 12 anni schiavo[8]
  - 2016 – Candidatura al miglior attore per Steve Jobs

### Altri
- AACTA International Awards
  - 2012 – Candidatura al miglior attore per Shame
  - 2014 – Miglior attore non protagonista per 12 anni schiavo[9]
  - 2016 – Candidatura al miglior attore protagonista per Steve Jobs[10]

- Alliance of Women Film Journalists
  - 2012 – Candidatura alla migliore rappresentazione della nudità, della sessualità o della seduzione per Shame (Per la scena in cui Brandon è con un collega)
  - 2012 – Candidatura alla migliore rappresentazione della nudità, della sessualità o della seduzione per Shame (Per la scena in cui Carl Jung sculaccia Sabina Speilrein)
  - 2012 – Migliore rappresentazione della nudità, della sessualità o della seduzione per Shame (Per la scena di apertura sul treno della metropolitana)
  - 2012 – Miglior attore per Shame
  - 2013 – Candidatura al miglior attore non protagonista per 12 anni schiavo
  - 2016 – Candidatura al miglior attore per Steve Jobs

- Awards Circuit Community Awards
  - 2009 – Miglior cast per Bastardi senza gloria[11]
  - 2011 – Miglior attore per Shame[12]
  - 2013 – Candidatura al miglior attore non protagonista per 12 anni schiavo[13]
  - 2015 – Candidatura al miglior cast per Steve Jobs[14]
  - 2015 – Candidatura al miglior attore per Steve Jobs[14]

- Austin Film Critics Association
  - 2015 – Miglior attore per Steve Jobs

- Boston Society of Film Critics Awards
  - 2011 – Candidatura al miglior attore per Shame

- British Independent Film Awards
  - 2008 – Miglior attore per Hunger
  - 2009 – Candidatura al miglior attore non protagonista per Fish Tank
  - 2011 – Miglior attore per Shame[15]
  - 2014 – Candidatura al miglior attore non protagonista per Frank
  - 2015 – Candidatura al miglior attore per Macbeth
  - 2016 – Candidatura al miglior attore per Codice criminale

- Central Ohio Film Critics Association Awards
  - 2010 – Miglior cast per Bastardi senza gloria
  - 2012 – Candidatura al miglior attore per Shame
  - 2012 – Candidatura al miglior attore dell'anno per Shame, X-Men - L'inizio, Jane Eyre e A Dangerous Method
  - 2014 – Candidatura al miglior attore non protagonista per 12 anni schiavo
  - 2016 – Candidatura al miglior attore per Steve Jobs
  - 2016 – Candidatura al miglior attore dell'anno per Steve Jobs, Macbet e Slow West

- Critics' Choice Awards
  - 2010 – Miglior cast per Bastardi senza gloria[16]
  - 2012 – Candidatura al miglior attore per Shame
  - 2014 – Candidatura al miglior attore non protagonista per 12 anni schiavo[17]
  - 2016 – Candidatura al miglior attore per Steve Jobs[18]

- Chicago International Film Festival
  - 2008 – Miglior attore per Hunger
  - 2009 – Miglior attore non protagonista per Fish Tank

- Dallas-Fort Worth Film Critics Association Awards
  - 2011 – Candidatura al miglior attore per Shame
  - 2013 – Candidatura al miglior attore non protagonista per 12 anni schiavo
  - 2015 – Candidatura al miglior attore per Steve Jobs

- Denver Film Critics Society
  - 2012 – Candidatura al miglior attore per Shame[19]
  - 2014 – Candidatura al miglior attore non protagonista per 12 anni schiavo[20]
  - 2016 – Candidatura al miglior attore per Steve Jobs

- Detroit Film Critics Society
  - 2015 – Candidatura al miglior attore per Steve Jobs

- European Film Awards
  - 2008 – Candidatura al miglior attore per Hunger[21]
  - 2012 – Candidatura al miglior attore per Shame[22]

- Evening Standard British Film Awards
  - 2009 – Candidatura al miglior attore per Hunger
  - 2011 – Miglior attore per Shame
  - 2016 – Candidatura al miglior attore per Steve Jobs e Macbeth

- Florida Film Critics Circle
  - 2011 – Miglior attore per Shame
  - 2013 – Candidatura al miglior attore non protagonista per 12 anni schiavo
  - 2015 – Candidatura al miglior attore per Steve Jobs

- Festival di Venezia
  - 2011 – Coppa Volpi per la miglior interpretazione maschile per Shame[23]

- Gold Derby Awards
  - 2010 – Miglior cast per Bastardi senza gloria
  - 2012 – Candidatura al miglior attore per Shame
  - 2014 – Candidatura al miglior attore non protagonista per 12 anni schiavo
  - 2014 – Candidatura al miglior cast per 12 anni schiavo
  - 2016 – Candidatura al miglior cast per Steve Jobs
  - 2016 – Candidatura al miglior attore per Steve Jobs
  - 2020 – Candidatura al miglior cast del decennio per 12 anni schiavo

- Golden Schmoes Awards
  - 2011 – Candidatura alla celebrità preferita[24]
  - 2011 – Candidatura al miglior attore per Shame[24]
  - 2011 – Miglior performance rivelazione per X-Men - L'inizio[24]
  - 2013 – Candidatura al miglior attore non protagonista per 12 anni schiavo[25]
  - 2015 – Candidatura al miglior attore per Steve Jobs[26]

- Hawaii Film Critics Society
  - 2018 – Candidatura al miglior attore non protagonista per Alien: Covenant

- Independent Spirit Awards
  - 2014 – Candidatura al miglior attore non protagonista per 12 anni schiavo

- Irish Film and Television Awards
  - 2009 – Miglior attore cinematografico per Hunger
  - 2009 – Candidatura al miglior attore non protagonista televisivo per The Devil's Whore
  - 2009 – Rivelazione dell'anno
  - 2010 – Candidatura al miglior attore non protagonista cinematografico per Fish Tank
  - 2012 – Miglior attore cinematografico per Shame
  - 2014 – Miglior attore non protagonista per 12 anni schiavo[27]
  - 2016 – Miglior attore protagonista per Steve Jobs
  - 2017 – Candidatura al miglior attore per La luce sugli oceani

- Italian Online Movie Awards (IOMA)
  - 2012 – Miglior attore protagonista per Shame
  - 2014 – Candidatura al miglior attore non protagonista per 12 anni schiavo

- Jupiter Award
  - 2016 – Miglior attore internazionale per Steve Jobs

- Las Vegas Film Critics Society Awards
  - 2017 – Candidatura al miglior attore non protagonista per Alien: Covenant

- London Critics Circle Film Awards
  - 2009 – Miglior attore britannico per Hunger
  - 2010 – Miglior attore britannico non protagonista per Fish Tank
  - 2012 – Candidatura al miglior attore per Shame
  - 2012 – Miglior attore britannico per A Dangerous Method e Shame[28]
  - 2013 – Candidatura al miglior attore non protagonista per Prometheus[29]
  - 2014 – Candidatura al miglior attore britannico per 12 anni schiavo e The Counselor - Il procuratore[30]
  - 2014 – Candidatura al miglior attore non protagonista per 12 anni schiavo[30]
  - 2016 – Candidatura al miglior attore per Steve Jobs[31]
  - 2016 – Candidatura al miglior attore britannico per Steve Jobs, Macbeth e Slow West[31]

- Los Angeles Film Critics Association
  - 2011 - Migliore attore per A Dangerous Method, Jane Eyre, Shame e X-Men - L'inizio
  - 2016 - Migliore attore per Steve Jobs

- MTV Movie & TV Awards
  - 2014 - Candidatura al miglior cattivo per 12 anni schiavo

- North Carolina Film Critics Association Award
  - 2014 – Miglior attore non protagonista per 12 anni schiavo
  - 2016 – Miglior attore per Steve Jobs

- Online Film Critics Society Award
  - 2011 – Miglior attore per Shame
  - 2014 – Miglior attore non protagonista per 12 anni schiavo
  - 2016 – Miglior attore per Steve Jobs

- Phoenix Film Critics Society Awards
  - 2009 – Miglior cast per Bastardi senza gloria
  - 2011 – Candidatura al miglior attore protagonista per Shame
  - 2013 – Candidatura al miglior cast per 12 anni schiavo
  - 2013 – Candidatura attore non protagonista per 12 anni schiavo

- Satellite Award
  - 2011 – Candidatura al miglior attore per Shame
  - 2013/2014 – Candidatura al miglior attore non protagonista per 12 anni schiavo[32]
  - 2016 – Candidatura al miglior attore per Steve Jobs[33]

- Saturn Award
  - 2013 – Candidatura al miglior attore non protagonista per 12 anni schiavo[34]

- Teen Choice Awards
  - 2014 – Candidatura al miglior cattivo per X-Men - Giorni di un futuro passato[35]

- Utah Film Critics Association Awards
  - 2013 – Candidatura al miglior attore non protagonista per 12 anni schiavo

- Vancouver Film Critics Circle
  - 2012 – Miglior attore per Shame
  - 2014 – Candidatura al miglior attore non protagonista per 12 anni schiavo
  - 2015 – Miglior attore per Steve Jobs